# 자베르 알아흐마드 국제경기장
자베르 알아흐마드 국제경기장(아랍어: ملعب جابر الأحمد الدولي, 영어: Jaber Al-Ahmad International Stadium)는 쿠웨이트 쿠웨이트시티에 위치한 다목적 경기장이다. 현재 주로 축구 경기장으로 이용된다. 수용 인원은 60,000명이다.